# Расејани диск
Расејани диск се наставља на Којперов појас и протеже се до неколико хиљада астрономских јединица од Сунца. У њему се налази поред великих астероида и једна патуљаста планета - Ерида. Ипак, велика већина објеката у овом делу Сунчевог система је још увек непозната због великог растојања од Сунца и тиме слабог сјаја, па се претпоставља да се у њему налазе још доста непознатих великих астероида и чак патуљастих планета. Нека нагађања иду и до постојања планете веће од Меркура у расејаном диску. Понекад се расејани диск сматра делом Којперовог појаса. Иза расејаног диска долази Ортов облак.